# Finale della UEFA Champions League 2024-2025
La finale della 70ª edizione della UEFA Champions League si è disputata il 31 maggio 2025 all’Allianz Arena di Monaco di Baviera, in Germania, tra i francesi del Paris Saint-Germain e gli italiani dell'Inter. Essa è stata vinta dal Paris Saint-Germain, al primo successo nella competizione, con il punteggio di 5-0. Questo è anche il maggiore scarto di goal che si è registrato in una finale della competizione. La partita è stata anche il primo incontro in competizioni ufficiali e UEFA tra le due squadre.
Con la vittoria della UEFA Champions League, il Paris Saint-Germain ha centrato il treble e ha ottenuto il diritto di prendere parte alla Coppa Intercontinentale FIFA 2025 in qualità di rappresentante europea, alla Supercoppa UEFA 2025 contro i campioni della UEFA Europa League, gli inglesi del Tottenham, alla Coppa del mondo per club FIFA 2029, e alla successiva edizione della Champions League, anche se entrambe le finaliste erano già qualificate al torneo tramite i rispettivi campionati nazionali prima di scendere in campo.
Questa finale è stata la prima, dopo ventuno anni, a non vedere la partecipazione di squadre inglesi, spagnole o tedesche. L'ultima volta che nessuna squadra di questi tre Paesi raggiunse la finale fu nel 2004, sempre in Germania, quando il Monaco affrontò il Porto.

## Le squadre
| Squadre             | Partecipazioni precedenti (il grassetto indica la vittoria) |
| ------------------- | ----------------------------------------------------------- |
| Paris Saint-Germain | 1 (2020)                                                    |
| Inter               | 6 (1964, 1965, 1967, 1972, 2010, 2023)                      |

## Antefatti
Paris Saint-Germain e Inter si affrontano in una competizione UEFA per la prima volta in assoluto. I parigini si apprestano a giocare la seconda finale di Champions League della loro storia, a distanza di cinque anni dall'ultima, persa contro il Bayern Monaco all'Estadio da Luz di Lisbona per 1-0. Per il tecnico Luis Enrique si tratta lo stesso della seconda apparizione, dopo quella vinta per 3-1 contro la Juventus nel 2015 a Berlino da allenatore del Barcellona. I nerazzurri invece sono alla seconda partecipazione in tre stagioni, la settima complessiva a distanza di due anni dalla sconfitta per 1-0 contro il Manchester City ad Istanbul, e di quindici dall'ultima vittoria, conquistata a Madrid contro il Bayern Monaco per 2-0. Simone Inzaghi è anch’egli alla seconda presenza, dopo la già citata del 2023.
Questa è la seconda finale del torneo a vedere sfidarsi una squadra francese e una italiana, a distanza di trentadue anni dall’unico precedente tra Olympique Marsiglia e Milan, conclusosi con la vittoria dei transalpini per 1-0. Anche in quel caso l’incontro si disputò a Monaco di Baviera, ma all’Olympiastadion.
Dopo quindici anni di trionfi esclusivamente da parte di spagnole, inglesi e tedesche, il trofeo sarà vinto da una squadra appartenente ad una diversa Federazione: sarebbe la seconda in assoluto per la Francia e la tredicesima per l'Italia.

## Sede
L’Allianz Arena di Monaco di Baviera ospita la sua seconda finale di Champions League, dopo quella del 2012 fra i padroni di casa del Bayern Monaco e gli inglesi del Chelsea, terminata con la vittoria ai tiri di rigore dei Blues. L’altro stadio cittadino, l’Olimpico, è stato teatro di altri tre atti conclusivi della competizione, nel 1979 (fra Nottingham Forest e Malmö FF), nel 1993 (Olympique Marsiglia e Milan), e nel 1997 (Borussia Dortmund e Juventus).

### Selezione della sede
Originariamente, lo stadio avrebbe dovuto ospitare la finale del 2022, in seguito alla candidatura presentata alla UEFA ed approvata nel 2019. Tuttavia, il 17 giugno 2020 la confederazione decise di rinviare la finale di quell’anno e di spostarne la sede a causa della pandemia di COVID-19, con lo slittamento di un anno di tutti gli impianti già programmati. La stessa decisione fu presa anche nel 2021 per le medesime problematiche, con dunque l’assegnazione allo stadio Olimpico Atatürk della finale del 2023, allo stadio di Wembley quella del 2024 e all’Allianz Arena quella del 2025.

## Il cammino verso la finale

### Paris Saint-Germain
Con l’entrata in vigore della nuova formula, le squadre non vengono più inserite in un classico girone all'italiana da quattro, ma in una classifica unica determinata dallo svolgimento di otto incontri con altrettante squadre diverse per ciascun partecipante, decretati tramite sorteggio. Il Paris Saint-Germain di Luis Enrique viene dunque estratto con Manchester City, Bayern Monaco, Atlético Madrid, Arsenal, PSV, Salisburgo, Girona e Stoccarda. All’esordio i parigini vincono contro gli esordienti catalani, battendoli di misura in casa, pur dominando per larghissima parte del match. Nelle successive quattro giornate il Paris Saint-Germain colleziona soltanto un punto contro il PSV (1-1), venendo sconfitto dall’Arsenal a Londra per 2-0, dall’Atlético Madrid a Parigi per 1-2 e dal Bayern Monaco 1-0, compromettendo la qualificazione alla fase successiva. Seguono due vittorie contro Salisburgo (0-3) e Manchester City (4-2), che non sono comunque sufficienti a garantire il passaggio del turno, in bilico fino all'ultima giornata. Grazie allo schiacciante 4-1 inflitto allo Stoccarda, in Germania, il Paris Saint-Germain si piazza quindicesimo a 13 punti in graduatoria, e ottiene l'accesso agli spareggi, con un margine di due sole lunghezze dalla Dinamo Zagabria, prima esclusa.
L'urna riserva ai parigini un derby contro i connazionali del Brest. I pluricampioni di Francia superano il doppio confronto con manifesta superiorità, vincendo 3-0 all'andata e 7-0 al ritorno. Agli ottavi di finale i rossoblù vengono accoppiati al Liverpool, futuro campione d'Inghilterra. All'andata, disputata al Parco dei Principi, la squadra di Slot strappa un successo per 1-0 nonostante a comandare il gioco fosse stata la compagine di casa. Ad Anfield, una settimana più tardi, risulta essere un incontro molto più equilibrato, che si trascina fino ai tiri di rigore dove a spuntarla è la formazione francese, capace di pareggiare il risultato totale per merito di una rete del rigenerato Dembélé. I quarti di finale vedono il Paris Saint-Germain impegnato contro la sorpresa Aston Villa, all'esordio assoluto in Champions League, che passa addirittura in vantaggio al Parco dei Principi nel match di andata salvo poi subire la rimonta del Paris Saint-Germain, che alla fine trionfa per 3-1. A Birmingham la formazione transalpina passa dapprima in doppio vantaggio con Hakimi e Nuno Mendes, per poi incassare tre gol da Tielemans, McGinn e Konsa e rimettere a rischio le semifinali. In più di un'occasione è provvidenziale Donnarumma, con Pacho salvifico a tempo scaduto con un intervento sulla linea. In semifinale il Paris Saint-Germain ritrova l'Arsenal, già affrontato nella fase campionato e capace di eliminare i campioni uscenti del Real Madrid ai quarti. Con una doppia vittoria, per 1-0 in trasferta e 2-1 in casa, i Parisiens guadagnano il pass per la finale.

### Inter
L'Inter di Simone Inzaghi affronta la fase a campionato contro Manchester City, Stella Rossa, Young Boys, Arsenal, RB Lipsia, Bayer Leverkusen, Sparta Praga e Monaco. All'esordio a Manchester il risultato termina sullo 0-0, mentre le successive quattro partite dell'Inter si convertono in quattro vittorie consecutive: un largo 4-0 a San Siro con la Stella Rossa e tre vittorie di misura per 1-0, rispettivamente a Berna contro lo Young Boys, a Milano contro l'Arsenal, e Lipsia. La prima sconfitta europea della formazione di Inzaghi arriva alla sesta giornata, dove in Germania i nerazzurri soccombono al Bayer Leverkusen, chiudendo la partita sull'1-0 per i padroni di casa. Segue la trasferta in Repubblica Ceca, dove l'Inter si impone nuovamente per 1-0 sullo Sparta Praga, e chiude la fase campionato con la partita al Meazza contro il Monaco, terminata 3-0 in favore dei nerazzurri. Complessivamente, la squadra di Inzaghi chiude il girone unico al quarto posto, con 19 punti e un solo gol subito, unica squadra tra le 36 del raggruppamento a raggiungere questo risultato difensivo.
Il sorteggio accoppia l'Inter agli ottavi di finale con il Feyenoord, contro cui la formazione nerazzurra esce vincente: a Rotterdam la gara d'andata finisce 2-0 grazie ai gol di Thuram e Martínez, mentre al ritorno il risultato si attesta sul 2-1, con un gol di Thuram e un calcio di rigore per parte, siglati rispettivamente da Moder e Çalhanoğlu. Ai quarti di finale l'Inter incontra il Bayern Monaco, che batte prima all'Allianz Arena per 2-1 grazie alle reti di Martínez e Frattesi, che riacciuffa la partita dopo il momentaneo gol del pari di Müller, e con cui pareggia a San Siro in un rocambolesco 2-2: dopo il gol di Kane che riporta in parità il punteggio complessivo, in tre minuti l'Inter ribalta la partita grazie ai gol di Martínez e Pavard, salvo poi essere nuovamente ripresa dal Bayern Monaco grazie al gol di Dier. In semifinale, la squadra di Inzaghi trova il Barcellona e disputa una semifinale tra andata e ritorno che, a detta di molti, rientra tra le partite migliori della storia della UEFA Champions League. All'andata, disputatasi allo stadio olimpico Lluís Companys, il risultato si attesta sul 3-3: l'Inter apre le marcature dopo trenta secondi con un colpo di tacco di Thuram, seguito da una rovesciata di Dumfries. Il Barcellona non demorde e prima della fine del primo tempo trova il gol del 2-1 con Yamal e quello del pareggio con Torres. Alla ripresa, è di nuovo Dumfries a portare l'Inter sul 3-2, ma ancora una volta la formazione di Milano viene ripresa con un gran tiro da fuori area di Raphinha, con il pallone che sbatte sulla traversa e rimbalza sulla schiena di Sommer provocando uno sfortunato autogol. Al ritorno, giocato a San Siro, come all'andata l'Inter si porta sul 2-0, con un gol di Martínez e un calcio rigore segnato da Çalhanoğlu, ma viene nuovamente ripresa dal Barcellona nel secondo tempo con i gol di García e Dani Olmo. Al minuto 87', Raphinha segna il gol del 3-2, ma questa volta è il Barcellona a essere ripreso dall'Inter, che pareggia la partita al terzo minuto di recupero con un gol di Acerbi. Ai tempi supplementari, l'Inter va nuovamente in vantaggio con un gol di Frattesi e chiude il risultato sul 4-3, mandando i nerazzurri in finale di Champions League a distanza di due anni dalla precedente.

### Tabella riassuntiva del percorso
Note: In ogni risultato sottostante, il punteggio della finalista è menzionato per primo. (C: Casa; T: Trasferta)
| Squadra             | Pt | G |
| ------------------- | -- | - |
| Milan               | 15 | 8 |
| PSV                 | 14 | 8 |
| Paris Saint-Germain | 13 | 8 |
| Benfica             | 13 | 8 |
| Monaco              | 13 | 8 |

| Squadra          | Pt | G |
| ---------------- | -- | - |
| Barcellona       | 19 | 8 |
| Arsenal          | 19 | 8 |
| Inter            | 19 | 8 |
| Atlético Madrid  | 18 | 8 |
| Bayer Leverkusen | 16 | 8 |

## Contesto
Paris Saint-Germain e Inter si affrontano per la prima volta in una competizione europea. I nerazzurri, che ad un punto della stagione si erano ritrovati in corsa per tutti e tre i titoli (campionato, Coppa Italia e Champions League), avevano abdicato in entrambe le competizioni nazionali, ma possono riscattarsi vincendo quella più ambita. I parigini, invece, usciti campioni dalla Ligue 1, si erano assicurati anche la Coppa nazionale una settimana prima, sbaragliando in finale il Reims, e dunque potrebbero vincere il primo treble della storia del calcio francese.
Luis Enrique, disponendo di tutti i giocatori, a parte il lungodegente Kimpembe, aggregato comunque alla rosa, schiera la formazione migliore: in porta Donnarumma, cresciuto nel Milan; in difesa, da destra verso sinistra, l'ex Hakimi, protagonista dello scudetto del 2021, il capitano Marquinhos, Pacho e Nuno Mendes; a centrocampo, Fabián Ruiz, João Neves e Vitinha, alle spalle del tridente d'attacco composto da Doué, preferito a Barcola, Dembélé e K'varatskhelia.
Stessa situazione per Simone Inzaghi, che diversamente punta sulla difesa a tre: davanti a Sommer, vi sono il centrale Acerbi, eroe della semifinale contro il Barcellona, affiancato da Pavard e Bastoni. In mediana Çalhanoğlu, supportato dalle mezzali Barella e Mxit'aryan, mentre sulle fasce, a destra e a sinistra, giocano Dumfries e Dimarco. I terminali offensivi sono Thuram e il capitano Martínez.

## La partita

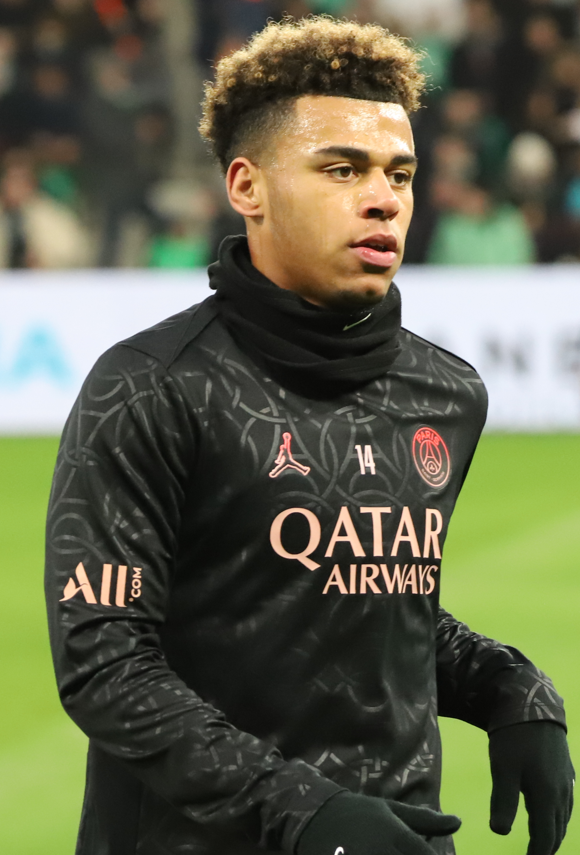
Désiré Doué, autore di due reti e un assist, MVP della finale.

Diretta dal rumeno Kovács, già arbitro della finale della Conference League del 2022 fra Roma e Feyenoord e della finale di Europa League del 2024 fra Atalanta e Bayer Leverkusen, e giocata di fronte a 64 327 spettatori, la partita fin da subito è caratterizzata da un Paris Saint-Germain furioso nel pressing e un'Inter apparentemente timida, che si fa sorprendere alla prima occasione: Vitinha approfitta di un'errata lettura di Dimarco, lento a far scattare la trappola del fuorigioco, e imbuca in area per Doué, che di prima serve Hakimi che, dimenticato dalla difesa, deposita a porta vuota e porta in vantaggio i suoi. I milanesi sono incapaci di opporre una minima reazione e dopo otto minuti concedono il raddoppio, dopo un grande contropiede orchestrato da K'varatskhelia e Dembélé, con quest'ultimo che gira palla a Doué, bravo a battere a rete, con la complicità della decisiva deviazione di Dimarco, diventando il terzo giocatore più giovane a segnare in una finale di Champions League. A questo punto gli uomini di Inzaghi tentano di proporsi in avanti, portando Acerbi ad un tiro di testa che si perde di poco oltre la traversa. Il Paris Saint-Germain amministra il gioco ma è ancora l'Inter a sfiorare il gol, con l'incornata di Thuram che sfiora il palo sinistro a Donnarumma battuto. Poco dopo però sono i francesi ad avere l'occasione per chiudere la partita, ma il tiro al volo di Dembélé da posizione defilata termina sul fondo e, sull'ultimo pallone del primo tempo, K'varatskhelia va vicino al gol.
Ad inizio secondo tempo è ancora il georgiano a rendersi pericoloso con un mancino leggermente impreciso. L'Inter non riesce a creare occasioni e consente agli avversari di gestire con relativa tranquillità il doppio vantaggio, che diventa triplo quando, al 63º, Vitinha lancia in porta Doué, che davanti a Sommer lo batte con freddezza, uscendo dopo tre minuti per Barcola. Proprio il nuovo entrato va subito vicino alla rete, che arriva comunque al 72º con K'varatskhelia, bravissimo a cogliere l'invito in profondità di Dembélé e a segnare il punto del 4-0 col mancino. Qualche minuto più tardi Donnarumma è protagonista di una parata su Thuram, lasciato colpevolmente libero di calciare in area a botta sicura trovando la grande risposta del portiere avversario. Di nuovo Barcola si divora il 5-0 al termine di una grande azione personale, ma c'è spazio anche per la marcatura di Mayulu, il quale appena entrato cala il sipario sul match scaraventando alle spalle di Sommer la quinta rete dell'incontro, che termina senza recupero. Nessuna squadra aveva mai perso prima d'ora una finale di Champions League con più di quattro reti di scarto.

## Tabellino
La squadra "di casa" (ai fini amministrativi) è stata predeterminata come la vincente della prima semifinale (Paris Saint-Germain).
| Arbitro: | István Kovács |

|                                                        |           |  |
| Hakimi 12’ Doué 20’, 63’ K'varatskhelia 73’ Mayulu 86’ | Marcatori |  |

| Paris Saint-Germain | Inter |

| P               | 1  | Gianluigi Donnarumma   |       |     |
| D               | 2  | Achraf Hakimi          | 90+1’ |     |
| D               | 5  | Marquinhos             |       |     |
| D               | 51 | Willian Pacho          |       |     |
| D               | 25 | Nuno Mendes            |       | 78’ |
| C               | 87 | João Neves             |       | 84’ |
| C               | 17 | Vitinha                |       |     |
| C               | 8  | Fabián Ruiz            |       | 84’ |
| A               | 14 | Désiré Doué            | 65’   | 66’ |
| A               | 10 | Ousmane Dembélé        |       |     |
| A               | 7  | Khvicha K'varatskhelia |       | 84’ |
| A disposizione: |    |                        |       |     |
| P               | 39 | Matvej Safonov         |       |     |
| P               | 80 | Arnau Tenas            |       |     |
| D               | 3  | Presnel Kimpembe       |       |     |
| D               | 21 | Lucas Hernández        |       | 78’ |
| D               | 35 | Lucas Beraldo          |       |     |
| C               | 19 | Kang-in Lee            |       |     |
| C               | 24 | Senny Mayulu           |       | 84’ |
| C               | 33 | Warren Zaïre-Emery     |       | 84’ |
| A               | 9  | Gonçalo Ramos          |       | 84’ |
| A               | 29 | Bradley Barcola        |       | 66’ |
| A               | 49 | Ibrahim Mbaye          |       |     |
| Allenatore:     |    |                        |       |     |
| Luis Enrique    |    |                        |       |     |

| P               | 1              | Yann Sommer         |     |     |     |
| D               | 28             | Benjamin Pavard     |     | 53’ |     |
| D               | 15             | Francesco Acerbi    | 71’ |     |     |
| D               | 95             | Alessandro Bastoni  |     |     |     |
| C               | 2              | Denzel Dumfries     |     |     |     |
| C               | 23             | Nicolò Barella      |     |     |     |
| C               | 20             | Hakan Çalhanoğlu    |     | 70’ |     |
| C               | 22             | Henrix Mxit'aryan   |     | 62’ |     |
| C               | 32             | Federico Dimarco    |     | 53’ |     |
| A               | 9              | Marcus Thuram       | 69’ |     |     |
| A               | 10             | Lautaro Martínez    |     |     |     |
| A disposizione: |                |                     |     |     |     |
| P               | 12             | Raffaele Di Gennaro |     |     |     |
| P               | 13             | Josep Martínez      |     |     |     |
| D               | 6              | Stefan de Vrij      |     |     |     |
| D               | 30             | Carlos Augusto      |     | 62’ |     |
| D               | 31             | Yann Bisseck        |     | 53’ | 62’ |
| D               | 36             | Matteo Darmian      |     | 62’ |     |
| C               | 7              | Piotr Zieliński     |     |     |     |
| C               | 16             | Davide Frattesi     |     |     |     |
| C               | 21             | Kristjan Asllani    |     | 70’ |     |
| C               | 59             | Nicola Zalewski     | 56’ | 53’ |     |
| A               | 8              | Marko Arnautović    |     |     |     |
| A               | 99             | Mehdi Taremi        |     |     |     |
| Allenatore:     |                |                     |     |     |     |
| Simone Inzaghi  | Simone Inzaghi | Simone Inzaghi      | 58’ |     |     |

| Assistenti arbitrali: Mihai Marica (Romania) Ferencz Tunyogi (Romania) Quarto ufficiale: João Pinheiro (Portogallo) Assistente di riserva: Bruno Jesus (Portogallo) VAR: Dennis Higler (Paesi Bassi) Assistente al VAR: Cătălin Popa (Romania) Supporto al VAR: Pol van Boekel (Paesi Bassi) | Regole dell'incontro - due tempi regolamentari da 45 minuti ciascuno; - due tempi supplementari da 15 minuti ciascuno in caso di parità; - tiri di rigore in caso di ulteriore parità; inizialmente cinque per squadra, e a oltranza fino a spareggio in caso di ulteriore parità; - numero massimo di 23 giocatori per squadra a referto (11 in campo e 12 come potenziali sostituti); - cinque sostituzioni permesse nei tempi regolamentari; una sesta permessa nei tempi supplementari. |

## Statistiche
| Statistiche       | Paris Saint-Germain | Inter |
| ----------------- | ------------------- | ----- |
| Reti segnate      | 2                   | 0     |
| Tiri totali       | 13                  | 2     |
| Tiri in porta     | 5                   | 0     |
| Parate            | 0                   | 3     |
| Possesso palla    | 61%                 | 39%   |
| Calci d'angolo    | 3                   | 2     |
| Falli commessi    | 5                   | 1     |
| Fuorigioco        | 0                   | 1     |
| Cartellini gialli | 0                   | 0     |
| Cartellini rossi  | 0                   | 0     |

| Statistiche       | Paris Saint-Germain | Inter |
| ----------------- | ------------------- | ----- |
| Reti segnate      | 3                   | 0     |
| Tiri totali       | 10                  | 6     |
| Tiri in porta     | 3                   | 2     |
| Parate            | 2                   | 0     |
| Possesso palla    | 57%                 | 43%   |
| Calci d'angolo    | 1                   | 4     |
| Falli commessi    | 8                   | 6     |
| Fuorigioco        | 0                   | 4     |
| Cartellini gialli | 2                   | 4     |
| Cartellini rossi  | 0                   | 0     |

| Statistiche       | Paris Saint-Germain | Inter |
| ----------------- | ------------------- | ----- |
| Reti segnate      | 5                   | 0     |
| Tiri totali       | 23                  | 8     |
| Tiri in porta     | 8                   | 2     |
| Parate            | 2                   | 3     |
| Possesso palla    | 59%                 | 41%   |
| Calci d'angolo    | 4                   | 6     |
| Falli commessi    | 13                  | 7     |
| Fuorigioco        | 0                   | 5     |
| Cartellini gialli | 2                   | 4     |
| Cartellini rossi  | 0                   | 0     |